# Adrian Kasnitz

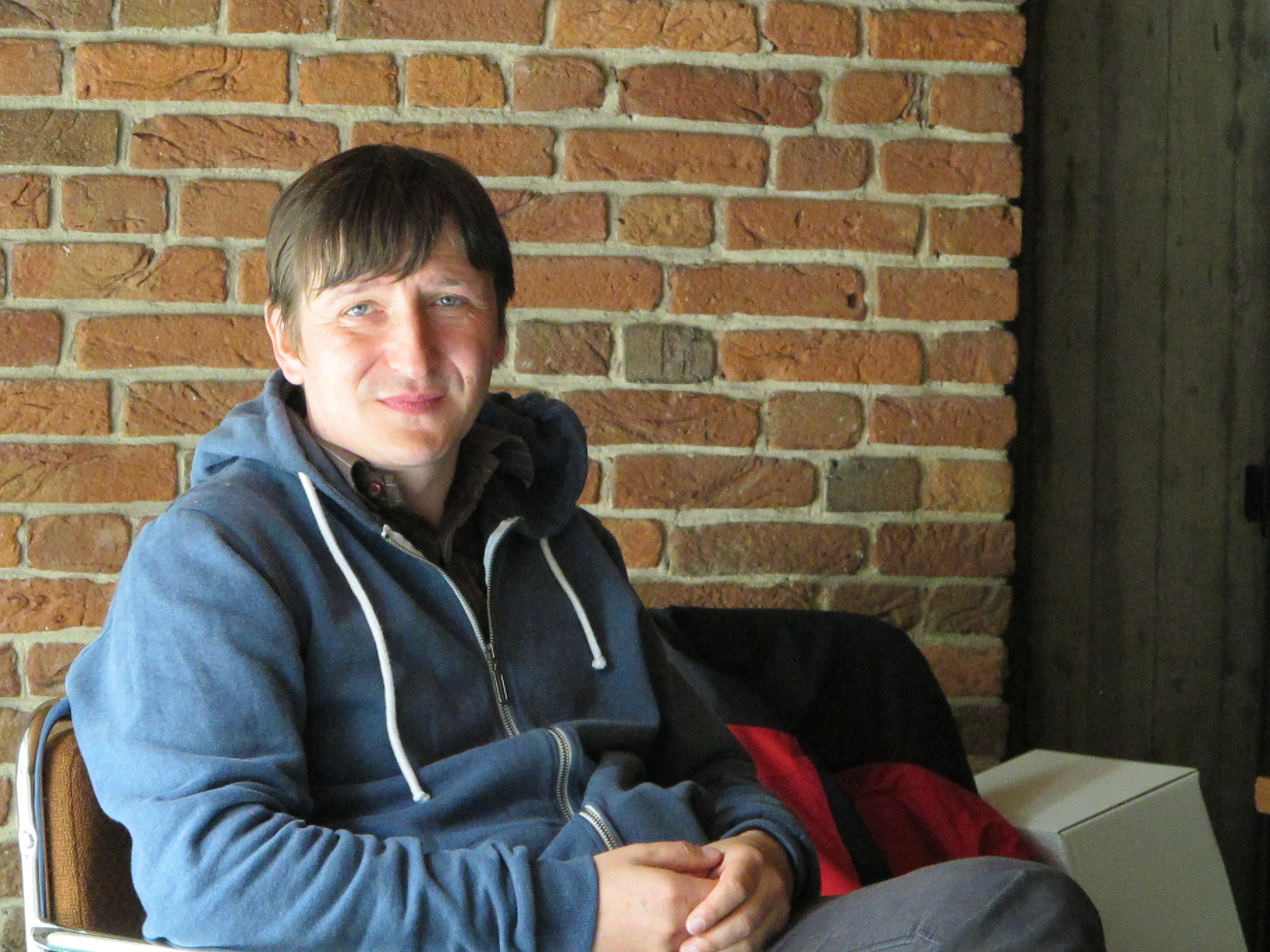
Adrian Kasnitz am Lyrikmarkt in Berlin 2014

Adrian Kasnitz (* 10. Januar 1974 in Orneta, Ermland) ist ein deutscher Schriftsteller und Verleger.

## Leben
Kasnitz wuchs bis zu seinem fünften Lebensjahr im nordpolnischen Kwiecewo und anschließend in Lüdenscheid auf. Er studierte in Köln und Prag. Er schreibt Lyrik, Prosa, Essays und beschäftigt sich mit Photographie und Geschichte. Seine Gedichte sind in zahlreichen Literaturzeitschriften und Sammelbänden erschienen, so in Der Große Conrady. Seit 2000 betreibt er den Verlag Parasitenpresse, in dem mittlerweile über 150 Titel, vornehmlich Lyrik und kürzere Prosa erschienen sind. Kasnitz war Mitorganisator der Lesebühne am Brüsseler Platz und ist seit 2010 Gastgeber des Literaturklub Köln. Bei der Kommunalwahl 2014 wurde Kasnitz als Vertreter der Wählergemeinschaft Deine Freunde in die Bezirksvertretung Innenstadt der Stadt Köln gewählt, wo er bis 2020 ehrenamtlich tätig war. 2024 wurde er für seine verlegerische Arbeit mit dem Spitzenpreis des Deutschen Verlagspreises durch die Staatsministerin für Kultur und Medien, Claudia Roth, ausgezeichnet.

## Werke

### Lyrik
- Kalendarium #9. Gedichte. parasitenpresse, Köln 2024. ISBN 978-3-947676-29-3
- Im Sommer hatte ich eine Umarmung. Gedichte. parasitenpresse, Köln 2023. ISBN 978-3-98805-009-0
- Kalendarium #8. Gedichte. parasitenpresse, Köln 2022. ISBN 978-3-947676-28-6
- Kalendarium #7. Gedichte. parasitenpresse, Köln 2021. ISBN 978-3-947676-27-9
- Kalendarium #6. Gedichte. parasitenpresse, Köln 2020. ISBN 978-3-947676-26-2
- Kalendarium #5. Gedichte. parasitenpresse, Köln 2019. ISBN 978-3-947676-25-5
- Kalendarium #4. Gedichte. parasitenpresse, Köln 2018. ISBN 978-3-947676-24-8
- Kalendarium #3. Gedichte. parasitenpresse, Köln 2017. ISBN 978-3-947676-23-1
- Glückliche Niederlagen. Gedichte. Sprungturm Verlag, Köln 2016.
- Kalendarium #2. Gedichte. parasitenpresse, Köln 2016. ISBN 978-3-947676-22-4
- Kalendarium #1. Gedichte. parasitenpresse, Köln 2015.
- Sag Bonjour aus Prinzip. Gedichte. Corvinus Presse, Berlin 2013.
- ein papierschiff am ufer. footura black edition, Itzehoe 2012.
- Schrumpfende Städte. Gedichte. Luxbooks, Wiesbaden 2011, ISBN 978-3-939557-97-5.
- Den Tag zu langen Drähten. Gedichte. parasitenpresse, Köln 2009.
- Innere Sicherheit. Gedichte. yedermann Verlag, München 2006, ISBN 978-3-935269-31-5.
- Reichstag bei Regen. Gedichte. Lyrikedition 2000, München 2002. ISBN 3-935877-53-6.
- Lippenbekenntnisse. Gedichte. parasitenpresse, Köln 2000.

### Prosa
- Pierre Huyghe hired me. Prosa (deutsch/englisch). parasitenpresse, Köln 2019.
- Mann mit Wagen. Prosa. Literatur-Quickie, Hamburg 2017. ISBN 978-3-945453-36-0
- Bessermann. Roman. LAUNENWEBER Verlag, Köln 2017. ISBN 978-3-9817920-3-4

- Wodka und Oliven. Roman. Verlag CH. SCHROER, Lindlar 2012, ISBN 978-3-95445-000-8.
- Barcelona, Masuren, Rom. Drei Reisen. Reiseskizzen. E-Book. parasitenpresse, Köln 2013.
- Die Maske. Prosa. Reihe Schöner Lesen im SuKuLTuR Verlag, Berlin 2004.

### Herausgabe
- Was es bedeuten soll. Neue hebräische Dichtung in Deutschland (mit Gundula Schiffer). parasitenpresse, Köln 2019.
- Kleine Tiere zum Schlachten. Neue Gedichte aus Griechenland (mit Wassiliki Knithaki). parasitenpresse, Köln 2017.
- Westfalen, sonst nichts? Lyrik-Anthologie (mit Christoph Wenzel).  [sic]-Literaturverlag, Aachen 2013.
- Gänsehautprothesen. Lesebühnen-Anthologie (mit Wolfgang Delseit und Enno Stahl). Nyland-Stiftung, Köln 2007.
- Bier & Schläge. Fußball-Gedichte (mit Stan Lafleur). parasitenpresse, Köln 2003.
- Agenten. Lyrik-Anthologie (mit Wassiliki Knithaki). parasitenpresse, Köln 2001.

### Ausgaben in anderen Sprachen
- Ciudades menguantes. Gedichte. Ins Spanische übersetzt von Pablo Jofré. Amargord, Madrid 2021.
- Revue Muscle. Gedichte. Ins Französische übersetzt von Roxana Hashemi. Marseille 2018.
- Hôtel Misericordia. Gedichte. Ins Französische übersetzt von Tom Nisse. parasitenpresse, Köln 2018.
- Fracasos felices. Gedichte. Ins Spanische übersetzt von Pablo Jofré. Das Kapital Ediciones, Santiago de Chile 2016.

## Auszeichnungen (Auswahl)
- 2001: Arbeitsstipendium des Landes Nordrhein-Westfalen
- 2005: Rolf-Dieter-Brinkmann-Stipendium
- 2008: Arbeitsstipendium der Staatskanzlei NRW
- 2009/10: Arbeitsstipendium der Kunststiftung NRW
- 2011: GWK-Förderpreis Literatur
- 2015: Postpoetry NRW
- 2020: Dieter-Wellershoff-Stipendium der Stadt Köln mit dem Romanprojekt Der Schatten
- 2024: Arbeitsstipendium des Landes Nordrhein-Westfalen